# Architettura radicale
L'architettura radicale è un movimento sperimentale che si sviluppò negli anni 1960-1975 circa.
(Hans Hollein)

## Storia

### Gli inizi
La definizione di architettura radicale fu coniata nei primi anni settanta dal critico Germano Celant per indicare e raccogliere atteggiamenti sperimentali diversi all'interno di un unico fenomeno architettonico. Si riferisce a un generale processo di rifondazione concettuale del campo disciplinare che inizia già nei tardi anni cinquanta del passato secolo con una ricerca di carattere utopico e visionario. È una ricerca che lascia intendere come ormai fosse diffusa l'esigenza di nuove formulazioni teoriche e linguistiche, per una diversa maniera di intendere il rapporto forma/funzione, una condizione fino ad allora necessaria che aveva finito per mortificare la creatività relegando l'architettura in una situazione di arretratezza culturale rispetto alle altre arti.
Negli anni cinquanta, una ricerca "proto-radicale" aveva elaborato proposte visionarie di città futuribili (Bill Katavolos, Walter Jonas, Yona Friedman, Paul Maymont) usando le nuove tecnologie e prescindendo dalla funzione reale attraverso la dichiarazione di una funzione "teorica".  Nel 1960 fu pubblicato il saggio/manifesto Metabolism da un gruppo di architetti giapponesi allievi e collaboratori di Kenzō Tange, tra cui Arata Isozaki e Kiyonori Kikutake, in cui si integravano concetti già presenti in quella progettazione "utopica" all'interno di una teoria complessiva che suonava soprattutto come volontà di mutamento globale. Sarà in particolare questa componente a influenzare i contemporanei e futuri sperimentatori, dai quali verrà recepita soprattutto come la volontà di un approccio diverso e originale all'architettura.

### Lo sviluppo
Sono le proposizioni del gruppo londinese degli Archigram ad iniziare questo radicale processo di revisione e rifondazione. Essi infatti, con l'uso di linguaggi derivati dalla cultura dei media, cartoon, coloratissimi collage, riviste/telegrammi (‘archi-grams’) in cui gli scritti si intrecciavano a raffigurazioni pop, demistificando il progetto, trasformano l'architettura in un processo di comunicazione in linea con le caratteristiche di consumismo e massificazione della nuova realtà urbana. In Austria l'ortodossia disciplinare verrà rifiutata in modo ancora più radicale e verrà rivendicata una "architettura assoluta", ormai svincolata dal conformismo delle funzioni e libera di riconquistare anche valenze emozionali e significati irrazionali. L'affermazione di Hans Hollein che "tutto è architettura" (1968) vanificava ogni dibattito interno al campo e legittimava l'annullamento dei confini disciplinari, così che l'architettura poteva servirsi anche di linguaggi apparentemente lontani da quelli del progetto: scritti, performance, body art, installazioni spaziali, filmati, così come design di ambienti e di oggetti, di architetture "possibili". La ricerca austriaca, introdotta dalle considerazioni teoriche e dalle prime sperimentazioni di Hans Hollein e Walter Pichler (Mostra Architektur, Vienna, 1963), assumerà soprattutto elementi di consonanza con la ricerca nel campo delle arti visive.
Questa impostazione concettuale avrà grande influenza sulla sperimentazione italiana, il cui inizio si fa coincidere con la mostra Superarchitettura dei gruppi fiorentini Archizoom Associati e Superstudio (dicembre 1966), ma le possibili contaminazioni di linguaggi e metodologie disciplinari saranno interpretate in Italia soprattutto come uno strumento di contestazione della disciplina. La ricerca che si andava svolgendo in Italia proponeva infatti quali elementi di novità rispetto alla precedente sperimentazione inglese e austriaca contenuti ideologici precisi, per una rifondazione sia culturale che metodologica della disciplina: nuovi usi più che forme nuove, e nuove maniere di intendere e di vivere la casa e la città. I due filoni originari, i fiorentini Archizoom e Superstudio, e poi Ufo e Gianni Pettena, devono però essere letti anche come conseguenza dell'esempio operativo e comportamentale di Ettore Sottsass nei primi anni sessanta. Questa esperienza conferì alla sperimentazione italiana alcune caratteristiche di fondo che la diversificano da quella inglese e austriaca, in particolare l'abbondanza di scritti teorici e il ruolo assunto dal design del mobile all'interno del panorama progettuale. Il design (o contro-design) proposto in quegli anni, legittimando il rifiuto dei ruoli e delle metodologie disciplinari, introduceva nella progettazione elementi di irrazionalità che fino al allora ne erano rimasti esclusi ma che ora riflettevano le necessità e i desideri che andavano emergendo nella nuova società dei consumi.  Il decennio tra il 1965 e il 1975 sarà per il radicale italiano, soprattutto nei primi anni settanta, un periodo di intenso dibattito e di continua riflessione critica in cui le riviste come “In” di Ugo La Pietra, e soprattutto “Casabella” diretta da Alessandro Mendini, assicuravano continuità, ricchezza e molteplicità di informazione.

### I luoghi e i protagonisti
Tra i maggiori esponenti del movimento sono da ricorare in Inghilterra, oltre agli Archigram, Cedric Price, Street Farmer, Rem Koolhaas, Elias Zenghelis; in Francia Architecture Principe con Claude Parent e Paul Virilio, in Giappone Arata Isozaki, Kiyonori Kikutake, Kisho Kurokawa; in Austria, oltre a Hans Hollein e Walter Pichler, Raimund Abraham, Coop Himmelb(l)au, Haus-Rucker-Co., Missing Link, Frantisek Lesak, Max Peintner, Friedrich St. Florian, Mario Terzic, Zund up; in Italia, oltre a Ettore Sottsass, Archizoom Associati, Superstudio, Ufo e Pettena, Remo Buti, ZZIGGURAT, Cavart, Riccardo Dalisi, Gaetano Pesce, Franco Raggi, Strum, Studiodada Associati, Gruppo 9999; negli USA Emilio Ambasz, Ant Farm, Peter Eisenman, John Hejduk, Onyx, Site.

### La rivisitazione
Da circa la metà degli anni settanta, le vicende del radicale italiano seguiranno un percorso che coinciderà quasi esclusivamente con la ricerca nel campo del design, e che solo dopo alcuni anni si allargherà nuovamente all'ambito internazionale contribuendo, insieme alle contemporanee esperienze che già erano maturate in altri paesi, anche in forma di progetto (per esempio il Museo di Mönchengladbach di Hans Hollein), al rinnovamento delle piattaforme concettuali e linguistiche di nuove generazioni di architetti, designer e artisti.
Dagli anni novanta inizia un percorso di rivisitazione degli anni del radicale, inizialmente in Francia e soprattutto sulla ricerca italiana. Nel 1996 alla Biennale di Venezia viene presentata una retrospettiva internazionale curata da Gianni Pettena (Radicals. Architettura e Design 1960/75) che nel 1999 nella mostra Archipelago. Architettura sperimentale 1959-1999 analizzerà nuovamente il fenomeno radicale accostandolo ad esempi di architettura sperimentale contemporanea. Nel 2000 l'Institut d'Art Contemporaine di Villeurbanne (Lione) e il Centre Pompidou di Parigi promuovono una grande esposizione storica sull'Architettura Radicale che verrà presentata al Museum fűr Angewandte Kunst di Colonia, al IAC di Villeurbanne e in seguito in Spagna al MuVIM di Valencia. In Francia, in particolare per l'attività e l'interesse del FRAC Centre di Orléans, il lavoro dei radicali italiani diventa sempre più oggetto di mostre e manifestazioni, a partire dall'antologica sul lavoro di Gianni Pettena del 2002. Attraverso la costante riproposizione di opere grafiche, disegni, progetti che, insieme al lavoro di scrittura e teorizzazione, ebbero profonda influenza nel mondo dell'architettura e delle arti visive, è possibile così oggi documentare come molta parte del costruito in architettura, assieme al lavoro dell'arte ambientale odierna, abbia tratto origine e influenza dal lavoro degli sperimentatori degli anni sessanta e settanta che vengono ora indicati come appartenenti al movimento della Architettura radicale.